# 桜井新
桜井 新（さくらい しん、1933年4月8日 - 2017年11月9日）は、日本の政治家。自由民主党所属の元参議院議員（1期）、元衆議院議員（6期）。櫻井新とも書く。

## 来歴・人物
新潟県南魚沼郡大和町（現：南魚沼市）出身。新潟県立六日町高等学校併設中学校、新潟県立新潟工業高等学校を経て1957年早稲田大学第一理工学部卒業。早稲田大学在学中から田中角栄の書生を務めた後に田中氏の後援会「越山会」の青年部長として活動した。東京都から新潟県に帰郷して建設業を経営した。
1971年、新潟県議会議員選挙に立候補。この時は自らの会社の従業員を党員登録して、支部大会を半ば乗っ取る格好で自民党の公認を獲得し、当選して2期務める。
1979年、現職県会議員、越山会青年部長でありながら、第35回衆議院議員総選挙・旧新潟3区に無所属で立候補。上田越山会は一新会に看板変えした。同じ選挙区の田中角栄は立候補反対の意向であったが渋々認め、「（兄弟ながら同一選挙区で立候補をした）岸（信介）と佐藤（栄作）の例を見ても兄弟でも他人だ。票はやらないがとにかく頑張れ」と言ったとされる。選挙結果は桜井が僅差で落選したが、それまで角栄が盤石の強さを見せていた魚沼では桜井が2600票も上回り、地殻変動が起きつつあった。
1980年、第36回衆議院議員総選挙に無所属で立候補し初当選。自民党に入党する。国土政務次官、衆議院建設委員長、衆議院内閣委員長などを経て、1993年の総選挙で5期目の当選。

### 問題発言により環境庁長官を辞任
1994年6月30日、村山内閣で環境庁長官として初めて入閣。同年8月12日午前の閣議後の記者会見で、日中戦争、太平洋戦争に関して次のように述べた。
8月15日の終戦記念日や、村山富市首相の8月23日からの東南アジア諸国連合訪問を控えていたことから、この発言は大きく取り上げられることとなった。村山首相はすぐに「発言は適切ではない」とコメントを発表。発言当日に社会党内部に自社さ連立政権発足への反対勢力があり、発言を問題視した一部が桜井の辞任を強く要求。8月14日、桜井は就任後約1カ月半で環境庁長官を辞職した。
1996年の総選挙では新潟2区から立候補し6期目の当選を果たす。
1998年、清和会を離脱し、亀井、平沼らと独立した派閥「亀井グループ」を旗揚げ。翌年、江藤・亀井派の結成に参加する。2000年の第42回衆議院議員総選挙で落選。

### 参議院議員に就任
2001年7月の第19回参議院議員通常選挙に比例区より立候補し当選（218,597票）。
2005年8月8日の郵政民営化法案の参議院本会議採決では反対票を投じたが、総選挙後の法案採決では賛成票を投じた。2007年の第21回参議院議員通常選挙には立候補せず、政界より引退。2013年6月には亀井・村上正邦の呼びかけに呼応し、円卓会議の創立に参加した。
2007年11月、旭日大綬章授与。
2017年11月9日午後6時10分、肝臓がんのため新潟県南魚沼市の病院で死去。84歳没。

## 著作
- 『輝く日本を目指して 美しいふるさとをつくろう』展転社、2002年11月。
- 『甦れアジア、目覚めよ日本』展転社、1999年11月。
- 『我が挑戦 都市と農村の蘇生のために』東洋経済新報社、1985年6月。

## 所属していた団体・議員連盟
- 神道政治連盟国会議員懇談会